# Batalla de Brustem
La batalla de Brustem va tenir lloc al 28 d'octubre de 1467 a Brustem, un poble del principat de Lieja, actualment a Limburg a Bèlgica.

## Antecedents
La població de les Bones Viles del principat van oposar-se a Lluís de Borbó, el príncep-bisbe que Felip III de Borgonya va imposar el 1465 contra la voluntat dels edils i del capítol. Després de la derrota a la batalla de Montenaken, Carles I va imposar la pau de Sint-Truiden pel que van haver d'acceptar l'autoritat del Ducat de Borgonya que va establir un règim dictatorial executant molts ostatges, abolint els drets i les llibertats del principat, i imposant a les bones viles l'enderroc de les seves muralles.
Després de la mort de Felip III el 1467 les milícies de liegesos, conduïdes pel senyor Raes de la Rivière, senyor d'Heers i antic burgmestre de Lieja, que esperaven en va amb l'ajuda del rival dels ducs de Borgonya, el rei de França, Lluís XI van concentrar-se a l'entorn del castell de Brustem per dirigir-se contra l'exèrcit borgonyó que assetjava Sint-Truiden.

## Batalla
Les tropes de Borgonya, uns 800 cavallers i una infanteria de 20.000 a 30.000 soldats, conduïdes per Carles I van afrontar les milícies populars (de 12.000 a 30.000 combatents segons diverses fonts) als aiguamolls del riu Melsterbeek al voltant del castell. 4000 liegesos i 400 Borguinyons van morir al combat.

## Conseqüències
Tot i ser derrotats, Carles de Borgonya no va trencar la resistència del Principat de Lieja.